# Sivananda Yoga Vedanta Centres
De International Sivananda Yoga Vedanta Centres is een non-profitorganisatie die genoemd is naar Swami Sivananda en die sinds 1961 opgebouwd is door zijn volgeling Swami Vishnu Devananda. Het doel van de centra is het beoefenen van de yoga en de vedanta te bevorderen als een middel fysieke, mentale en spirituele welzijn en zelfverwerkelijking te bereiken.
De yogafilosofie van Sivananda-yoga die in de centra en ashrams wordt onderwezen, is een vorm van hatha yoga. Studenten ondergaan een maandenlange intensieve studie voordat ze het onder de naam Sivananda-yoga mogen verbreiden.
De Sivananda-trainingsmethode is gericht op het vergroten van de vitaliteit van het lichaam, het vertragen van de achteruitgang van het lichaam en het verlagen van de kans op ziekte, door middel van de ontwikkeling van het lichaam. De filosofie richt zich op vijf principes:
- Een goede ademhaling: pranayama
- Oefening: asana's
- Ontspanning: savasana
- Voedselvoorschriften: vegetarisch.
- Positivisme en meditatie: vedanta en dhyana

Inmiddels bestaan er meer dan zestig Sivananda Yoga Vedanta Centres over de gehele wereld.